# Димитър Цилев
Димитър Теодоров Цилев е български общественик и революционер, деец на Вътрешната македонска революционна организация.

## Биография
Димитър Цилев е роден през 1901 година в град Солун или в Кукуш; по произход е от Кукуш. Получава образованието си във френското училище в Солун, а по-късно следва във Виена. Научава френски, немски, италиански, английски и унгарски език. Димитър Цилев се присъединява към ВМРО, става секретар на Иван Михайлов и главен редактор на вестник „Маседоан“ през 1933 година. След Деветнадесетомайския преврат от 1934 година е обявен за национално издирване, но успява да избяга зад граница и се установява в Унгария. Димитър Цилев кани Георги Димчев в адвокатската си кантора на ул. „Лавеле“ №16 в София, където му съобщава, че по покана на Иван Михайлов се налага да замине за Загреб.
След като Нацистка Германия разбива Кралска Югославия през април 1941 година, Цилев заедно с Петър Гребенаров е сред първите българи, влезли във Вардарска Македония. Застъпва се за идеята Македония да получи автономия. През 1943 година заминава през Солун за Атина, където провежда разговори с генерала от Вафен-СС Валтер Шимана за създаването на организацията „Охрана“. На 16 юни 1944 година група ръководена от Димитър Цилев и Георги Димчев се среща с комендант майор Хайдер от СС във Воден и започва организирането на доброволчески чети към организацията.
Убит е на 10 септември 1944 година на път от Македония към Западна Европа.